# Brimeux
Brimeux est une commune française située dans le département du Pas-de-Calais en région Hauts-de-France. Ses habitants sont appelés les Brimeusois. Sa population est de 872 habitants au recensement de 2022. Elle est membre de la communauté de communes des 7 Vallées.
La commune de Brimeux appartient aux « paysages montreuillois », tels qu'ils sont définis dans l'atlas de paysages, et à l’entité paysagère de la vallée de la Canche. Elle est connue comme lieu de pêche avec l'étang de Brimeux, issu de l'extraction de la tourbe, en bordure de Canche, et où on trouve de nombreuses espèces cyprinicoles. Depuis 2020 se déroule, en août, la fête de la vache.

## Géographie

### Localisation
Localisée dans le sud-est du département du Pas-de-Calais,,la commune de Brimeux est située au sud-ouest du département du Pas-de-Calais, entre les communes de Montreuil-sur-Mer (6 km)  et d'Hesdin (23 km), à environ 39 km de Auxi-le-Château, ainsi qu'à 46 km au sud de Boulogne-sur-Mer, 75 km d'Arras, 131 km de Lille et 228 km de Paris par la route.
Le nord de la commune est traversé par la Canche, qui se prolonge au sud en différents plans d’eau : les marais des aulnaies, les prés des aulnaies, les grands prés et les prés de l’église.
Le tissu urbain de Brimeux est situé dans ce fond de vallée sur des points bas, à proximité de la Canche, et s’est développé le long des principaux axes routiers, la D 349 et la D 129.
Le sud de la commune est constitué d’un paysage vallonné, avec des lignes de crête échelonnées de 18  à   84 m d’altitude.
Le territoire de la commune est limitrophe de ceux de six communes.
Les communes limitrophes sont Marenla, Lespinoy, Marles-sur-Canche, Beaumerie-Saint-Martin, Boisjean et Campagne-lès-Hesdin.

### Géologie et relief

#### Superficie
La superficie de la commune est de 10,68 km2 ; son altitude varie de 6  à   84 mètres.

### Hydrographie
Le territoirecommunal est située dans le bassin Artois-Picardie.
Il est traversé par six cours d'eau :
- la Canche, d'une longueur de 100,22 km, qui prend sa source dans la commune de Gouy-en-Ternois et se jette dans la Manche entre Étaples et Le Touquet-Paris-Plage[11] ;
- le Bras de Bronne, d'une longueur de 10,83 km qui prend sa source dans la commune de Saint-Michel-sous-Bois et se jette dans La Canche au niveau de la commune[12] ;
- le Clairvignon, d'une longueur de 4 km, qui prend sa source à Lespinoy et, après avoir traversé l'étang de Brimeux, se jette dans la Canche à Brimeux[13] ;

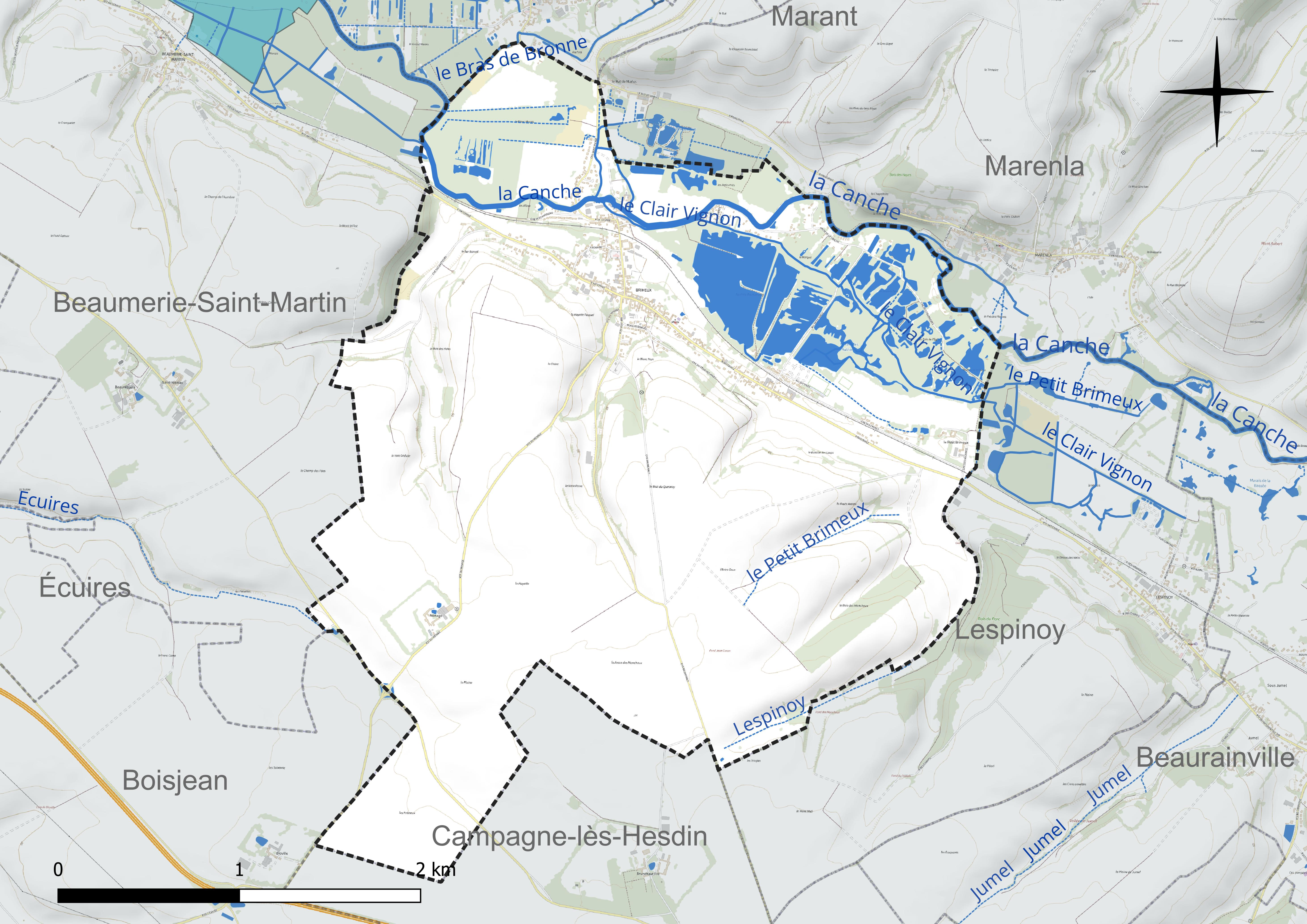
Réseau hydrographique de Brimeux.

- le Lespinoy, d'une longueur de 1,13 km[14] ;
- le Petit Brimeux, d'une longueur de 1,04 km[15] ;
- le fleuve la Canche, d'une longueur de 0,75 km[16].

### Climat
Pour des articles plus généraux, voir Climat des Hauts-de-France et Climat du Pas-de-Calais.
En 2010, le climat de la commune est de type climat océanique franc, selon une étude du CNRS s'appuyant sur une série de données couvrant la période 1971-2000. En 2020, Météo-France publie une typologie des climats de la France métropolitaine dans laquelle la commune est exposée à un climat océanique et est dans la région climatique Côtes de la Manche orientale, caractérisée par un faible ensoleillement (1 550 h/an) ; forte humidité de l’air (plus de 20 h/jour avec humidité relative > 80 % en hiver), vents forts fréquents.
Pour la période 1971-2000, la température annuelle moyenne est de 10,6 °C, avec une amplitude thermique annuelle de 13,1 °C. Le cumul annuel moyen de précipitations est de 895 mm, avec 12,9 jours de précipitations en janvier et 8,3 jours en juillet. Pour la période 1991-2020, la température moyenne annuelle observée sur la station météorologique la plus proche, située sur la commune du Touquet-Paris-Plage à 19 km à vol d'oiseau, est de 11,2 °C et le cumul annuel moyen de précipitations est de 888,8 mm,. Pour l'avenir, les paramètres climatiques de la commune estimés pour 2050 selon différents scénarios d'émission de gaz à effet de serre sont consultables sur un site dédié publié par Météo-France en novembre 2022.

### Paysages
Pour un article plus général, voir Paysage en France.
La commune s'inscrit à la jonction de deux paysages régionaux tels qu'ils sont définis dans l'atlas de paysages de la région Nord-Pas-de-Calais, conçu par la direction régionale de l'Environnement, de l'Aménagement et du Logement (DREAL), :
- les « paysages montreuillois », qui concernent 98 communes, se délimitent : à l'ouest par des falaises qui, avec le recul de la mer, ont donné naissance aux bas-champs ourlées de dunes ; au nord par la boutonnière du Boulonnais ; au sud par le vaste plateau formé par la vallée de l'Authie, et à l'est par les paysages du Ternois et du Haut-Artois. Les « paysages montreuillois », avec, dans leur axe central, la vallée de la Canche et ses nombreux affluents comme la Course, la Créquoise, la Planquette…, offrent une alternance de vallées et de plateaux, appelés « ondulations montreuilloises ». Dans ces paysages, et plus particulièrement sur les plateaux, on cultive la betterave sucrière, le blé et le maïs et les plateaux entre la Ternoise et la Créquoise sont couverts de vastes massifs forestiers comme la forêt d'Hesdin-la-Forêt, les bois de Fressin, Sains-lès-Fressin, Créquy…[24].

L’occupation des sols de la surface totale de ces « paysages montreuillois » est de 59,07 % de cultures, de 21,55 % de prairies naturelles, permanentes, de 12,02 % de forêts et de milieux semi-naturels, de 5,79 % d'espaces artificialisés avec les communes principales d'Étaples et Montreuil-sur-Mer, de 0,38 % de cours d'eau et plan d'eau, 0,41 % d'espaces industriels et de friches industrielles et de 0,14 % d’espaces dunaires ;
- les « paysages du val d'Authie », qui concernent 83 communes, se délimitent : au sud, dans le département de la  Somme par les « paysages de l'Authie et du Ponthieu », dépendant de l'atlas de paysages de la Picardie et au nord et à l'est par les « paysages du Montreuillois », les « paysages du Ternois » et les « paysages des plateaux cambrésiens et artésiens ». Le caractère frontalier de la vallée de l'Authie, aujourd’hui entre le Pas-de-Calais et la Somme, remonte au Moyen Âge où elle séparait le royaume de France du royaume d'Espagne, au nord[25].

Le coteau nord est escarpé alors que le coteau sud offre des pentes plus douces. À l'ouest, l'Authie s'ouvre sur la baie d'Authie, typique de l'estuaire picard, et se jette dans la Manche. Avec son vaste estuaire et les paysages des bas-champs, la baie d'Authie contraste avec les paysages plus verdoyants en amont.
L’Authie, entaille profonde du plateau artésien, a créé des entités écopaysagères prononcées avec un plateau calcaire dont l'altitude varie de 100  à   163 m qui s'étend de chaque côté du fleuve. L'altitude du plateau décline depuis le pays de Doullens, à l'est (point culminant à 163 m), vers les bas-champs picards, à l'ouest (moins de 40 m). Le fond de la vallée de l'Authie, quant à lui, est recouvert d'alluvions et de tourbes. L'Authie est un fleuve côtier classé comme cours d'eau de première catégorie où le peuplement piscicole dominant est constitué de salmonidés.
L’occupation des sols des « paysages du val d'Authie » est composée pour 69,48 % en cultures, 15,34 % en prairies naturelles, permanentes, 7,79 % en forêts et milieux semi-naturels, 5,04 % en espaces artificialisés avec principalement les communes d'Auxi-le-Château et Doullens, 1,11 % en cours d'eau et plans d'eau, 0,87 % en peupleraies et 0,37 % en espaces industriels.

### Milieux naturels et biodiversité

#### Zones naturelles d'intérêt écologique, faunistique et floristique
L’inventaire des zones naturelles d'intérêt écologique, faunistique et floristique (ZNIEFF) a pour objectif de réaliser une couverture des zones les plus intéressantes sur le plan écologique, essentiellement dans la perspective d’améliorer la connaissance du patrimoine naturel national et de fournir aux différents décideurs un outil d’aide à la prise en compte de l’environnement dans l’aménagement du territoire.
Le territoire communal comprend deux ZNIEFF de type 1 : 
- l'étang et bois tourbeux de Brimeux, zone de type 1, d'une superficie de 109 ha, altitude de 8  à   9 m[26] ;
- le franc-marais de Brimeux, zone de type 1, d'une superficie de 49 ha, altitude de 8 m[27] ;

et une ZNIEFF de type 2 : la basse vallée de la Canche et ses versants en aval d'Hesdin, zone de type 2, d'une superficie de 12 059 ha, altitude de 4  à   133 m.

Carte des ZNIEFF de type 1 et 2 sur la commune
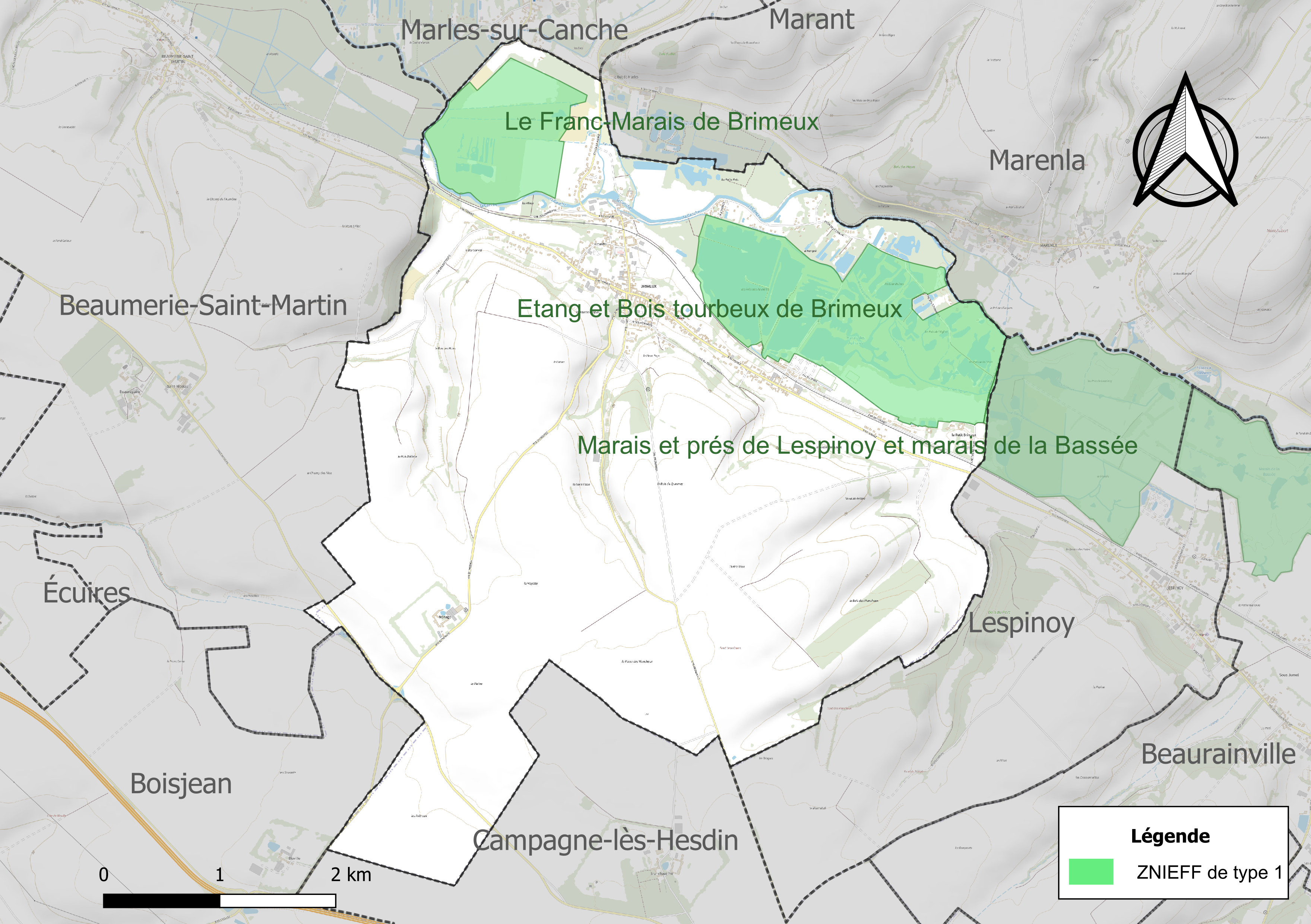
Carte des ZNIEFF de type 1 sur la commune.
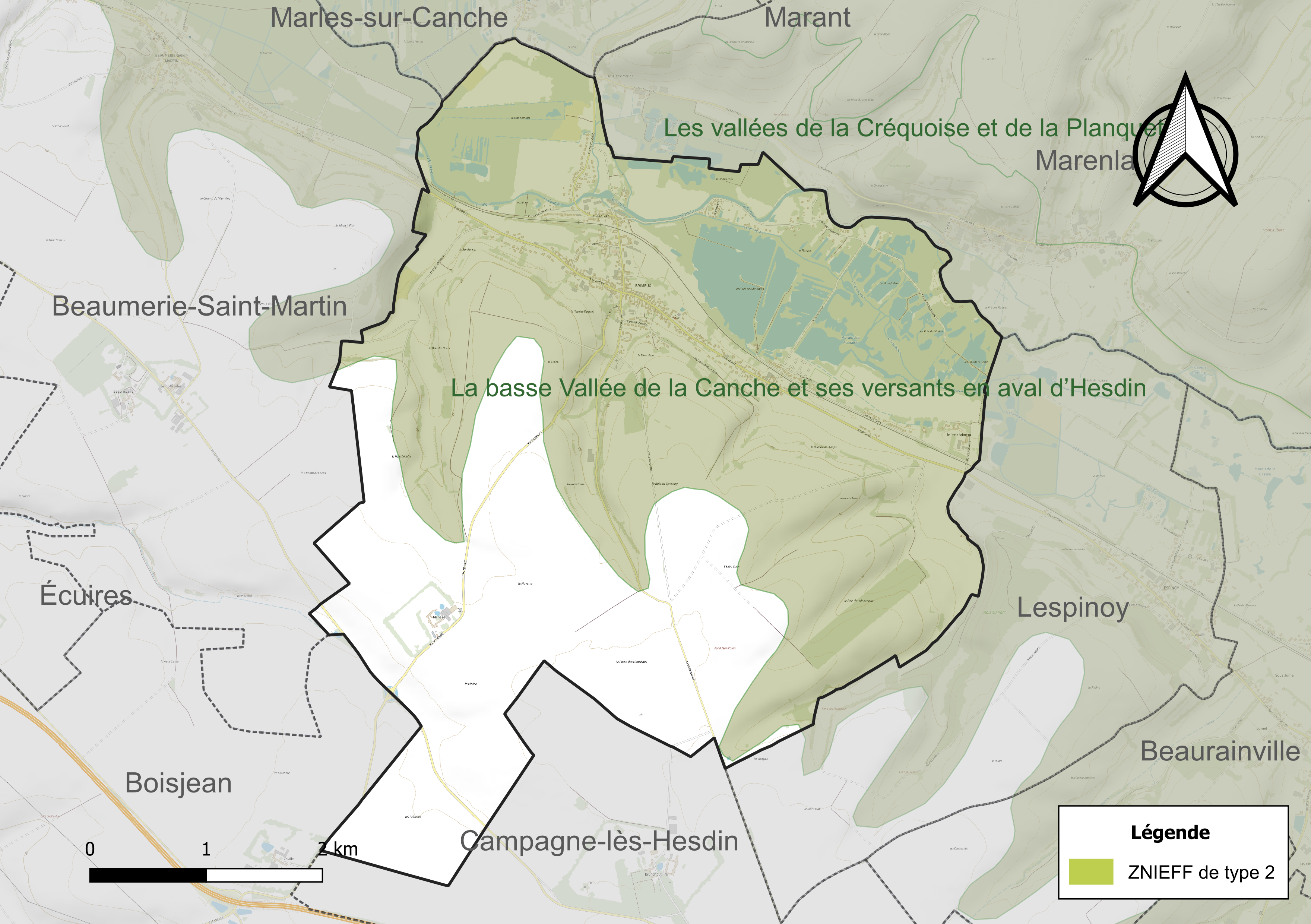
Carte de la ZNIEFF de type 2 sur la commune.

#### Biodiversité
L'inventaire national du patrimoine naturel permet de découvrir les espèces présentes, les espèces protégées ainsi que le statut biologique (indigène, introduite dont envahissante…) des espèces recensées sur la commune.

## Urbanisme

### Typologie
Au 1er janvier 2024, Brimeux est catégorisée commune rurale à habitat dispersé, selon la nouvelle grille communale de densité à sept niveaux définie par l'Insee en 2022.
Elle est située hors unité urbaine et hors attraction des villes,.

### Occupation des sols
L'occupation des sols est marquée par l'importance des terres arables et des prairies (80,3 %). La répartition détaillée ressortant de la base de données européenne d'occupation biophysique des sols Corine Land Cover millésimée 2018 est la suivante : terres arables (56,3 %), prairies (24 %), forêts (9,6 %), eaux continentales (5,2 %), zones urbanisées (4,9 %). L'évolution de l’occupation des sols de la commune et de ses infrastructures peut être observée sur les différentes représentations cartographiques du territoire : la carte de Cassini (XVIIIe siècle), la carte d'état-major (1820-1866) et les cartes ou photos aériennes de l'IGN pour la période actuelle (1950 à aujourd'hui).

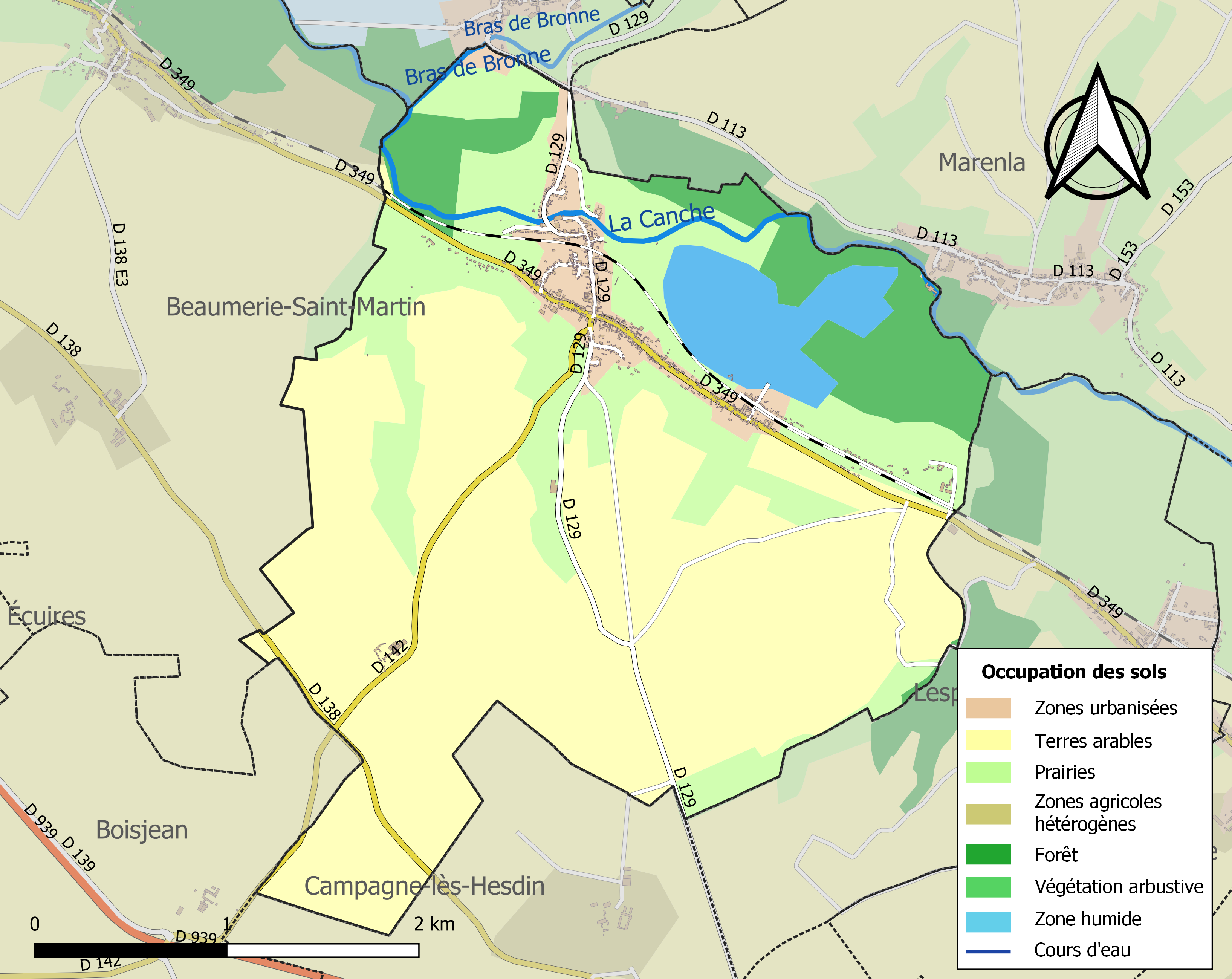
Carte des infrastructures et de l'occupation des sols de la commune en 2018 (CLC).

### Lieux-dits, hameaux et écarts
À la sortie est de la commune, sur la D 349, se situe le lieu-dit le Petit Brimeux.
On trouve également les lieux-dits, du nord au sud : le Franc-Marais, les Alleux, les Petits Prés, le Bar Bonval, le Marqué, les Prés des Aulnaies, les Grands Prés, la Hayette Fasquel, le Bois des Haies, les Prés de l'Église, le Chêne, le Blanc Pays, les Prés de la Place, la Haie Déduite, la Noire Fosse, le Bois du Quesnoy, le Buisson des Loups, la Haute Avesne, le Ménage, la Hayette, l'Entre-Deux, le Bois des Monchaux, la Fosse des Monchaux et la Plaine.

### Logement
En 2017, on dénombre à Brimeux 589 logements se répartissant en 60,6 % de résidences principales, 33,4 % de résidences secondaires et logements occasionnels et 6 % de logements vacants, répartis en 461 maisons (78,3 %) et 8 appartements (1,4 %). En l'espace de cinq ans, entre 2012 et 2017, le nombre d'appartements est resté stable et le nombre de maisons a augmenté de 1,7 % soit + 6.
Les constructions des résidences principales, jusqu'en 2015, s'échelonnent comme suit : 18 % ont été construites avant 1919, 10,6 % entre 1919 et 1945, 18,8 % entre 1946 et 1970, 22 % entre 1971 et 1990, 21,4 % entre 1991 et 2005 et 9,4 % de 2006 à 2014.
En 2017, parmi ces résidences principales, 73,4 % sont occupées par leurs propriétaires, 24,3 % par des locataires (dont 3,4 % pour des logements HLM loués vides) et 2,3 % par des occupants à titre gratuit.
Au 1er janvier 2021, la commune disposait de 92 emplacements dans le camping-caravaning une étoile.

### Voies de communication et transports

#### Voies de communication
La commune se situe sur la route départementale D 349, reliant Hesdin à Montreuil et elle est traversée par la D 129 venant de Fauquembergues, au nord, et se prolongeant au sud, vers Saint-Rémy-au-Bois. La D 142 part du centre de la commune pour rejoindre, vers le sud, Boisjean.
L'autoroute A16 passe à l'ouest de la commune, la desservant par le biais des sorties no 25 (Rang-du-Fliers) et no 26 (Étaples-Le Touquet), situées toutes les deux à 15 km (trajet de 2 h 40 en venant de Paris et 1 h 30 depuis Dunkerque).
Le pont du Clair-Vignon, après quinze mois de fermeture pour travaux, a été inauguré le 27 mars 2022 et porte le nom de son ancien maire, « pont Robert Sergent »,.

#### Transport ferroviaire
La commune dispose de la gare de Brimeux, située sur la ligne de Saint-Pol-sur-Ternoise à Étaples, et qui est desservie par le réseau TER.

#### Transport aérien
La commune est située à 20 km à l'est de l'aéroport du Touquet-Côte d'Opale.

#### Voies de la commune

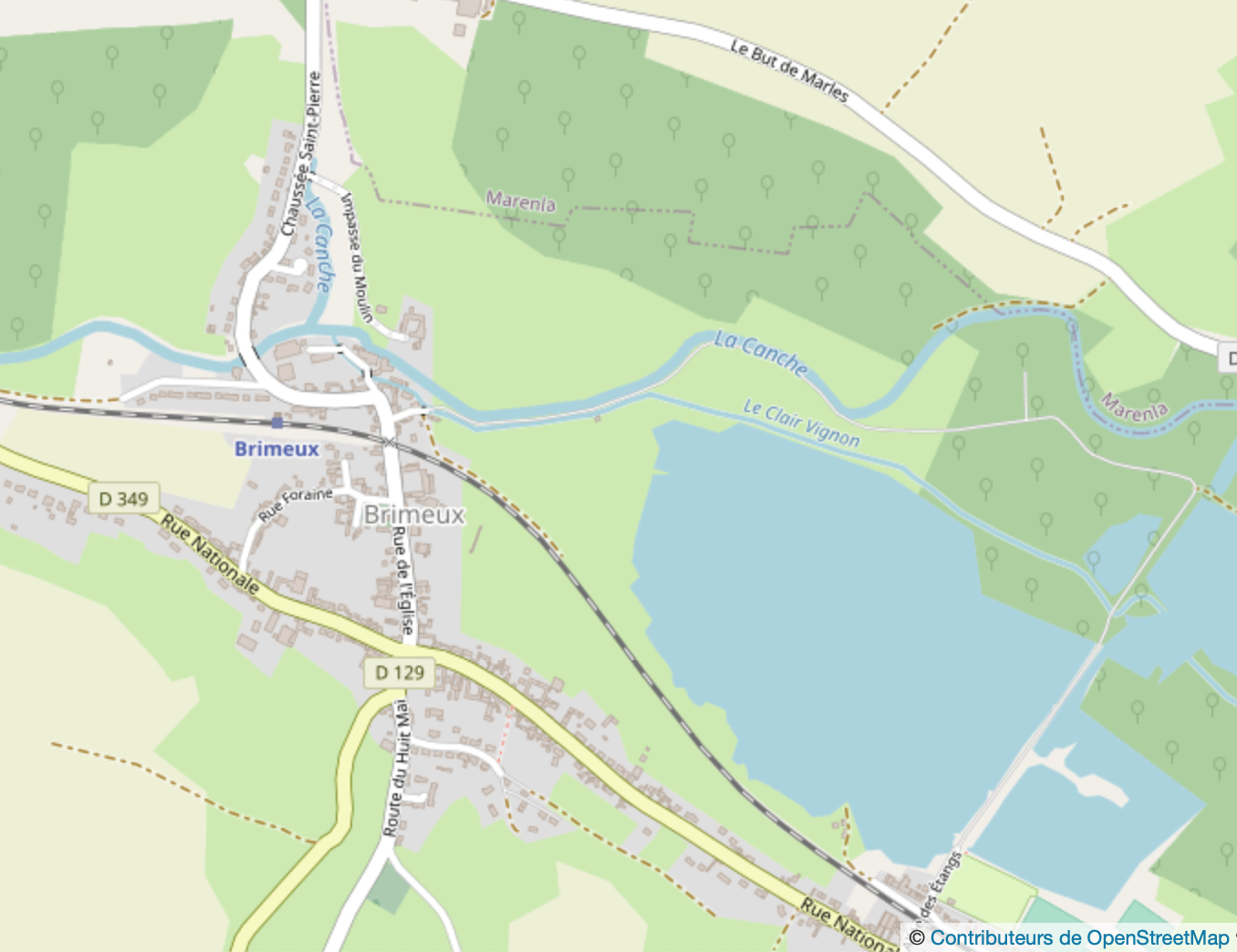
Les voies de la commune.

### Risques naturels et technologiques

#### Risque sismique
Le risque sismique est « très faible » sur l'ensemble du territoire communal (zone 1 sur 5 du zonage mis en place en mai 2011), la majorité des communes du Pas-de-Calais étant en risque « faible » (zone 2 sur 5).

#### Risque inondation
La commune n'est pas exposé à un risque important d'inondation mais elle est soumise à un plan de prévention des risques inondation, aucun mouvement de terrain ou de présence de cavité souterraine n'est recensé, le potentiel radon est faible, en revanche, elle est exposée au retrait-gonflement des sols argileux.
À la suite d'inondations et coulées de boue, la commune a été reconnue, à plusieurs reprises, en état de catastrophe naturelle comme, le dernier en date, celui du 14 janvier 2021 au 16 janvier 2021 par arrêté du 19 février 2021.
À la suite du passage des tempêtes Ciarán, Domingos et Elisa et des inondations et coulées de boue qui se sont produites, la commune est reconnue, par arrêté du 14 novembre 2023, en état de catastrophe naturelle pour inondations et coulées de boue sur la période du 2 au 12 novembre 2023, comme 179 autres communes du département.

#### Risques technologiques
La commune est à plus de 20 km d'une centrale nucléaire. Les centrales nucléaires françaises les plus proches, productrices de la grande majorité de l'électricité fournie à la commune, sont celles de Gravelines et Penly (chacune à environ 65 km au nord et au sud, à vol d'oiseau), à noter que la centrale de Dungeness, en Angleterre, est située à 80 km, à vol d'oiseau.

## Toponymie
Le nom de la localité est attesté sous les formes Lintomagi ou Brivomagi (IVe siècle), Brivermacum (1042), Brimeaus (1153), Brimodium (1154), Brimou (XIIe siècle), Brimeu (1207), Brimaus (1226), Brimieu (1256), Bruymeur (1318), Briemeu (1385), Brimeul (XIVe siècle), Brimmeu (XVe siècle), Brismeu (1511), Brymeu (1538), Brimeut (1672) et Brimeux (1759), Brimeux depuis 1793 et 1801.
Ernest Nègre donne comme origine toponymique le gaulois briva « pont » suivi de -ó-magos « marché », traité comme -o-mavos qui devint -meu en picard ; ce qui donne donc le « marché du pont » explicable par le fait que la via Agrippa de l'Océan traversait la Canche au niveau de Brimeux, qui était alors Lintomagi.

## Histoire

Armes de la famille de Brimeu.

Louis Tyrel, seigneur de Brimeux, meurt à la bataille d'Azincourt en 1415.

## Politique et administration

### Découpage territorial
La commune se trouve dans l'arrondissement de Montreuil du département du Pas-de-Calais.

#### Commune et intercommunalités
La commune a fait partie, de 1996 à 2013, de la communauté de communes du val de Canche et d'Authie et, depuis le 1er janvier 2014, elle fait partie de la communauté de communes des 7 Vallées (7 Vallées comm) dont le siège est basé à Hesdin.

#### Circonscriptions administratives
La commune faisait partie du canton de Campagne-lès-Hesdin, depuis la loi du 22 décembre 1789 reprise par la constitution de 1791, qui divise le royaume (la République en septembre 1792), en communes, cantons, districts et départements.
Dans le cadre du redécoupage cantonal de 2014 en France, elle est maintenant rattachée, ainsi que toutes les communes de l'ancien canton de Campagne-lès-Hesdin, au canton d'Auxi-le-Château qui passe de 26 à 84 communes.

#### Circonscriptions électorales
Pour l'élection des députés, la commune fait partie, depuis 1986, de la quatrième circonscription du Pas-de-Calais.

### Élections municipales et communautaires
Le conseil municipal de Brimeux, commune de moins de 1 000 habitants, est élu au scrutin majoritaire plurinominal à deux tours (sans aucune modification possible de la liste), pour un mandat de six ans renouvelable. Compte tenu de la population communale, le nombre de sièges à pourvoir lors des élections municipales de 2020 est de 15. 15 conseillers municipaux sont élus au premier tour avec un taux de participation de 67,63 %.
Dans les communes de moins de 1 000 habitants, les conseillers communautaires sont désignés parmi les conseillers municipaux élus en suivant l’ordre du tableau (maire, adjoints puis conseillers municipaux) et dans la limite du nombre de sièges attribués à la commune au sein du conseil communautaire,.
- Maire sortant : Régis Picque (SE)
- 15 sièges à pourvoir au conseil municipal (population légale 2022  : 872 habitants)

#### Liste des maires
| Période     | Période                      | Identité        | Étiquette | Qualité                                                                      |
| ----------- | ---------------------------- | --------------- | --------- | ---------------------------------------------------------------------------- |
| 1945        | 1951                         | Julien Cornuel  |           | Commerçant                                                                   |
| 1951        | 1965                         | Édouard Poupart |           | Agriculteur                                                                  |
| 1965        | 1983                         | Louis Wastable  |           | Exploitant forestier                                                         |
| 1983        | 2001                         | Robert Sergent  | UDF       | Agriculteur Fondateur du club de football l'US Brimeux dans les années 1960, |
| mars 2001   | mai 2020                     | Régis Picque    |           | Retraité du CHAM Réélu pour le mandat 2014-2020,                             |
| 28 mai 2020 | En cours (au 3 février 2022) | Yves Gille      |           | Chef d'entreprise,                                                           |

### Jumelage
La commune de Brimeux n'est jumelée avec aucune ville.

## Équipements et services publics

### Eau et déchets

#### Prélèvements en eau et usages
En 2018, la commune n'a prélevé aucun m3 d'eau.

#### Services en production et distribution d'eau potable, assainissement collectif, assainissement non collectif
Le syndicat intercommunal de la région de Brimeux assure la gestion de l'eau potable de la commune en délégation et la communauté de communes des 7 Vallées gère en régie l'assainissement collectif et non collectif.

#### Tarifs de l'eau
au 1er janvier 2020 les tarifs sont les suivants :
- Eau potable, pour une facture de 120 m3, le m3 est facturé 2,76 euros.
- Assainissement collectif, pour une facture de 120 m3, le m3 est facturé 2,31 euros.
- Assainissement non-collectif, pour un diagnostic de bon fonctionnement et d'entretien, le montant facturé est de 77 euros[64].

#### Gestion des déchets
La gestion des déchets est organisée par la communauté de communes des 7 Vallées.
La commune est à proximité des déchèteries de Beaumerie-Saint-Martin (3 km) et de Beaurainville (5 km).

### Enseignement
La commune de Brimeux est située dans l'académie de Lille.
La commune administre une école primaire, située route nationale, comprenant une école maternelle et une école élémentaire.

### Postes et télécommunications
La commune dispose d'un bureau de poste relais situé au no 49 route Nationale.

### Santé
Les brimeusois bénéficient des services du centre hospitalier de l'arrondissement de Montreuil (CHAM), situé à Rang-du-Fliers, à 16 km de Brimeux. Cet établissement, né en 1980, s'est agrandi depuis, particulièrement en septembre 2009. Il s'est étendu sans cesse et offre aujourd'hui plus de 900 lits et places.
Un hôpital de jour pour enfants présentant des troubles envahissants du développement, des psychoses… est situé à Auchy-lès-Hesdin (à 30 km), au no 25 rue du Dix-neuf-Mars-1962.

### Justice, sécurité, secours et défense

#### Justice
La commune relève du tribunal de proximité de Montreuil, du tribunal judiciaire de Boulogne-sur-Mer, de la cour d'appel d'Amiens et de Douai, du tribunal pour enfants de Boulogne-sur-Mer, du conseil de prud'hommes de Boulogne-sur-Mer, du tribunal de commerce de Boulogne-sur-Mer et du tribunal paritaire des baux ruraux de Boulogne-sur-Mer, Calais et Montreuil.

#### Sécurité
La commune est dans la compétence territoriale de la brigade de gendarmerie de Campagne-lès-Hesdin, rue Saint-André,.

#### Secours
La commune bénéficie du centre d'incendie et de secours (CIS) de Montreuil (7 km).

## Population et société

### Démographie
Les habitants de la commune sont appelés les Brimeusois.

#### Évolution démographique
L'évolution du nombre d'habitants est connue à travers les recensements de la population effectués dans la commune depuis 1793. Pour les communes de moins de 10 000 habitants, une enquête de recensement portant sur toute la population est réalisée tous les cinq ans, les populations de référence des années intermédiaires étant quant à elles estimées par interpolation ou extrapolation. Pour la commune, le premier recensement exhaustif entrant dans le cadre du nouveau dispositif a été réalisé en 2006.

En 2022, la commune comptait 872 habitants, en évolution de +3,93 % par rapport à 2016 (Pas-de-Calais : −0,72 %, France hors Mayotte : +2,11 %).
| 1793 | 1800 | 1806 | 1821 | 1831 | 1836 | 1841 | 1846 | 1851 |
| ---- | ---- | ---- | ---- | ---- | ---- | ---- | ---- | ---- |
| 642  | 642  | 660  | 731  | 660  | 701  | 713  | 779  | 822  |

| 1856 | 1861 | 1866 | 1872 | 1876 | 1881 | 1886 | 1891 | 1896 |
| ---- | ---- | ---- | ---- | ---- | ---- | ---- | ---- | ---- |
| 768  | 784  | 800  | 828  | 848  | 784  | 771  | 748  | 795  |

| 1901 | 1906 | 1911 | 1921 | 1926 | 1931 | 1936 | 1946 | 1954 |
| ---- | ---- | ---- | ---- | ---- | ---- | ---- | ---- | ---- |
| 731  | 718  | 668  | 651  | 644  | 615  | 615  | 592  | 576  |

| 1962 | 1968 | 1975 | 1982 | 1990 | 1999 | 2006 | 2011 | 2016 |
| ---- | ---- | ---- | ---- | ---- | ---- | ---- | ---- | ---- |
| 630  | 642  | 618  | 616  | 660  | 688  | 735  | 813  | 839  |

| 2021 | 2022 | - | - | - | - | - | - | - |
| ---- | ---- | - | - | - | - | - | - | - |
| 866  | 872  | - | - | - | - | - | - | - |

#### Pyramide des âges
En 2018, le taux de personnes d'un âge inférieur à 30 ans s'élève à 34,4 %, soit en dessous de la moyenne départementale (36,7 %). À l'inverse, le taux de personnes d'âge supérieur à 60 ans est de 20,8 % la même année, alors qu'il est de 24,9 % au niveau départemental.
En 2018, la commune comptait 430 hommes pour 417 femmes, soit un taux de 50,77 % d'hommes, largement supérieur au taux départemental (48,5 %).
Les pyramides des âges de la commune et du département s'établissent comme suit.
| Hommes | Classe d’âge | Femmes |
| ------ | ------------ | ------ |
| 0,0    | 90 ou +      | 0,7    |
| 3,5    | 75-89 ans    | 6,9    |
| 15,6   | 60-74 ans    | 15,1   |
| 23,6   | 45-59 ans    | 20,9   |
| 21,8   | 30-44 ans    | 23,2   |
| 15,7   | 15-29 ans    | 13,0   |
| 19,8   | 0-14 ans     | 20,2   |

| Hommes | Classe d’âge | Femmes |
| ------ | ------------ | ------ |
| 0,5    | 90 ou +      | 1,6    |
| 5,6    | 75-89 ans    | 8,9    |
| 16,7   | 60-74 ans    | 18,1   |
| 20,2   | 45-59 ans    | 19,2   |
| 18,9   | 30-44 ans    | 18,1   |
| 18,2   | 15-29 ans    | 16,2   |
| 19,9   | 0-14 ans     | 17,9   |

### Manifestations culturelles et festivités

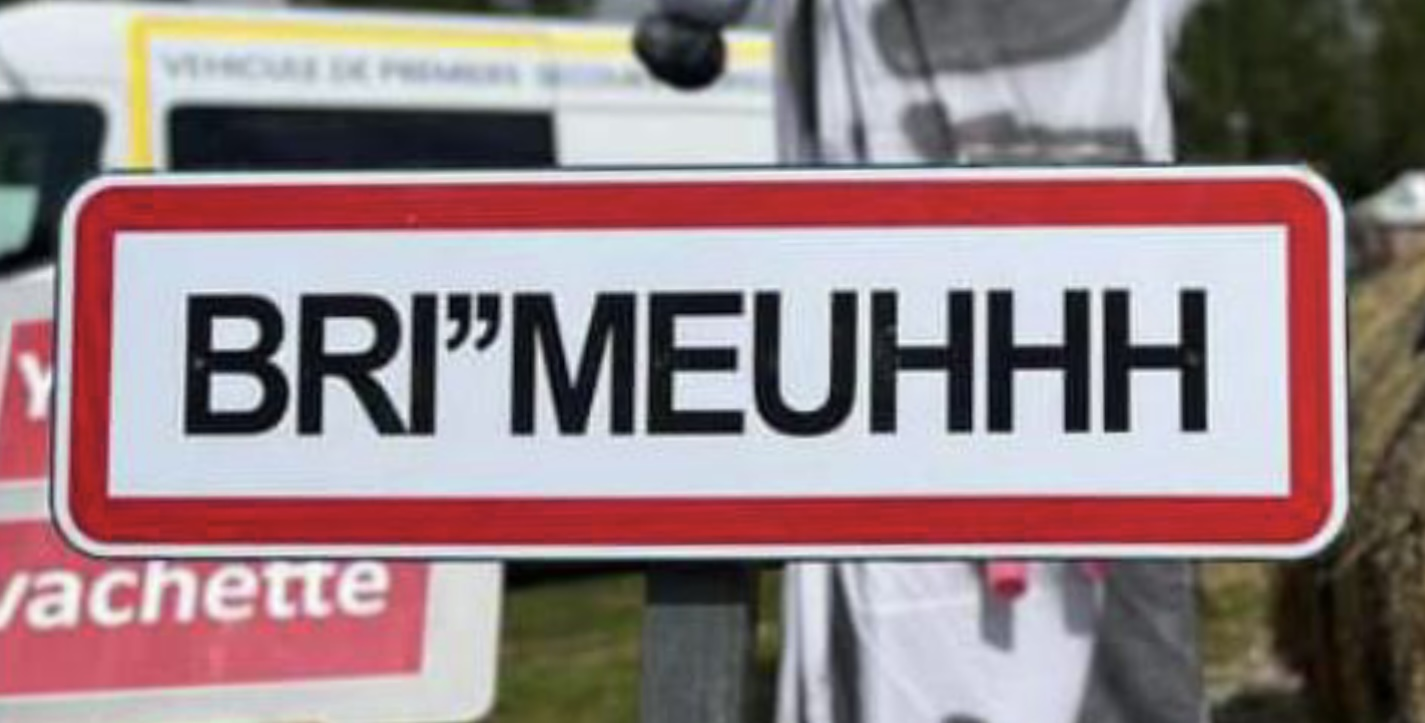
La fête de la vache.

Depuis 2020 se déroule, en août, la fête de la vache. Les visiteurs peuvent découvrir la culture du blé et du maïs, la traite des vaches et pourront s'essayer à la fabrication du beurre. Des stands sont présents avec une ferme itinérante et des producteurs locaux ainsi que des animations. L'édition 2025 attire 4 000 visiteurs,.

### Sports et loisirs
En juillet 2025 est inauguré l’espace sport et santé Bernard-Klawinski équipé de huit agrès. Bernard Klawinski a été médecin et maire de la commune. Une plaque a été posée afin de lui rendre hommage. 

#### Football
L'union sportive Brimeux, existant depuis 1967 et évoluant au niveau district, est le club de la commune.

#### Pêche
La commune est connue comme lieu de pêche avec l'étang de Brimeux, issu de l'extraction de la tourbe, en bordure de Canche, où on trouve de nombreuses espèces cyprinicoles. On peut y pratiquer la pêche aux leurres et la pêche en float-tube,.

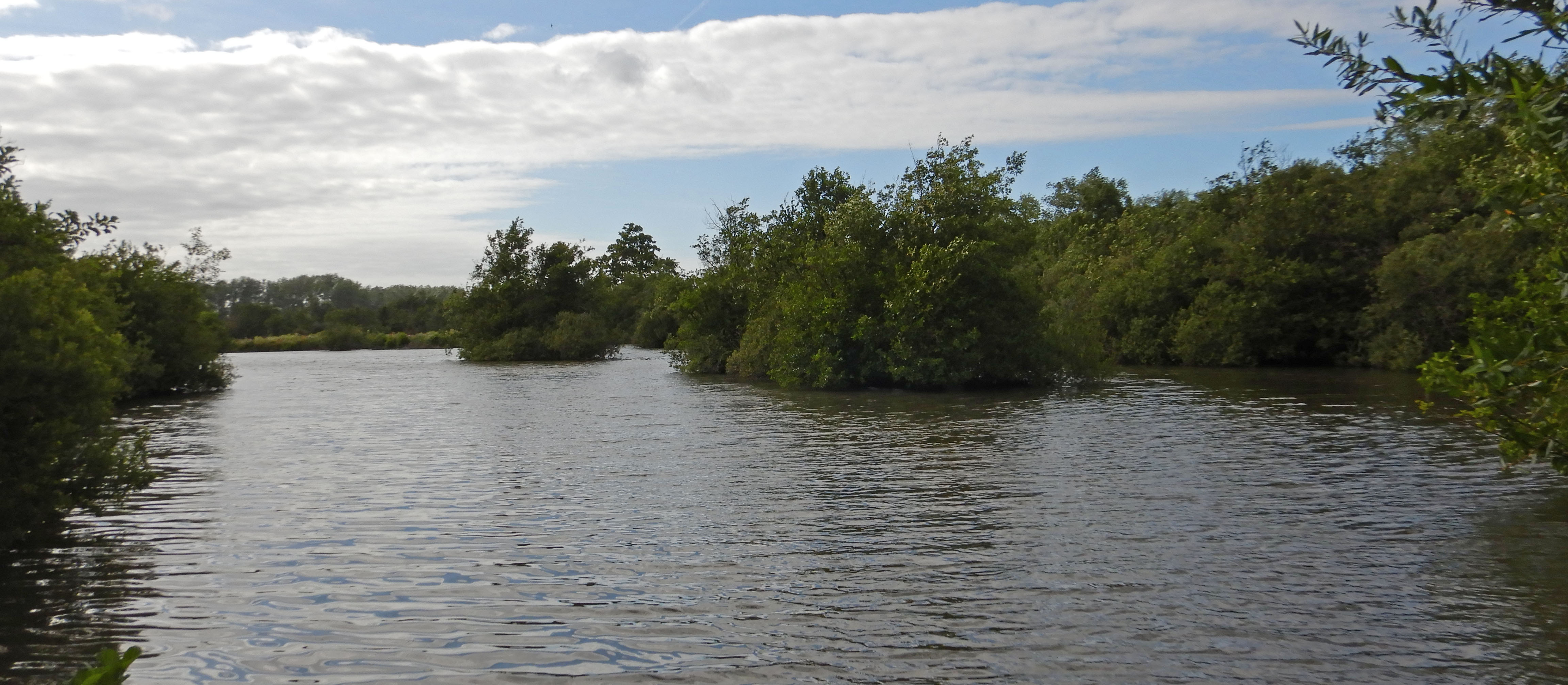
L'étang de Brimeux.

#### Sentiers pédestres
Un chemin de randonnée PR (Promenades & Randonnées) longe le nord-est de la commune, sur la commune de Marenla.

### Vie associative
Sur la commune existe les associations suivantes : le club-photo de Brimeux (photo et cinéma) ; Faisez des flims[réf. nécessaire] (photo et cinéma), la fanfare de Brimeux et le cyclo-club de Brimeux.

### Cultes
Le territoire de la commune est rattaché à la paroisse de « Notre-Dame des vallées » au sein du doyenné des Sept Vallées - Ternois, dépendant du diocèse d'Arras. Ce doyenné couvre 68 communes.
La commune dispose d'un lieu de culte, l'église Saint-Pierre-et-Saint-Paul de Brimeux, sise rue de l'Église. Le cimetière historique se trouve autour de l'église et un nouveau cimetière est situé sur la D 129, au sud du village.

### Médias
Le quotidien régional La Voix du Nord publie une édition locale pour le Montreuillois.
La commune est couverte par les programmes de France 3 Nord-Pas-de-Calais.

## Économie

### Revenus de la population et fiscalité
En 2018, le revenu fiscal médian par ménage, de la commune de Brimeux, est de 20 440 €, pour un revenu fiscal médian en métropole de 21 730 €.

### Emploi
La commune de Brimeux appartient, selon l'INSEE, à la zone d’emploi de Berck et au bassin de vie de Montreuil.
La commune est composée de 27,3 % de personnes n'ayant pas d'activité professionnelle (25,9 % en métropole), qui se décompose en retraités (9,5 %) et personnes n’exerçant pas une activité professionnelle, étudiants et autres inactifs (17,9 %).
En 2017, le taux de chômage, inférieur à la métropole et relativement stable, est de 11,5 % (métropole 13,4 %) alors qu'il était de 11,2 % en 2012. La population féminine représente 43,4 % des chômeurs. Sur 100 actifs, 81 travaillent dans une autre commune que leur commune de résidence.

### Entreprises et commerces
Au 31 décembre 2018, la commune de Brimeux comptait 42 établissements (hors agriculture) : 3 dans l'industrie, 4 dans la construction, 12 dans le commerce de gros et de détail, transport, hébergement et restauration, 1 dans l'activité financières et l'assurance, 1 dans l'activité immobilière, 9 dans l'activité spécialisée, scientifique et technique et activité de service administratif et de soutien, 10 dans le secteur administratif et 2 dans les autres activités de services.
En 2019, 9 entreprises ont été créées.

#### Agriculture
La commune de Brimeux fait partie de la petite région agricole du « pays de Montreuil ».
En 2010, on comptait 10 exploitations agricoles, pour une superficie agricole utilisée de 899 hectares, dont 3 exploitations avec un cheptel de vaches laitières et de vaches nourrices.

## Culture locale et patrimoine

### Lieux et monuments

#### Monument historique
- L'église Saint-Pierre-et-Saint-Paul de Brimeux (XVe siècle et XVIe siècle), est classée partiellement au titre des monuments historiques, chœur et tour[91].

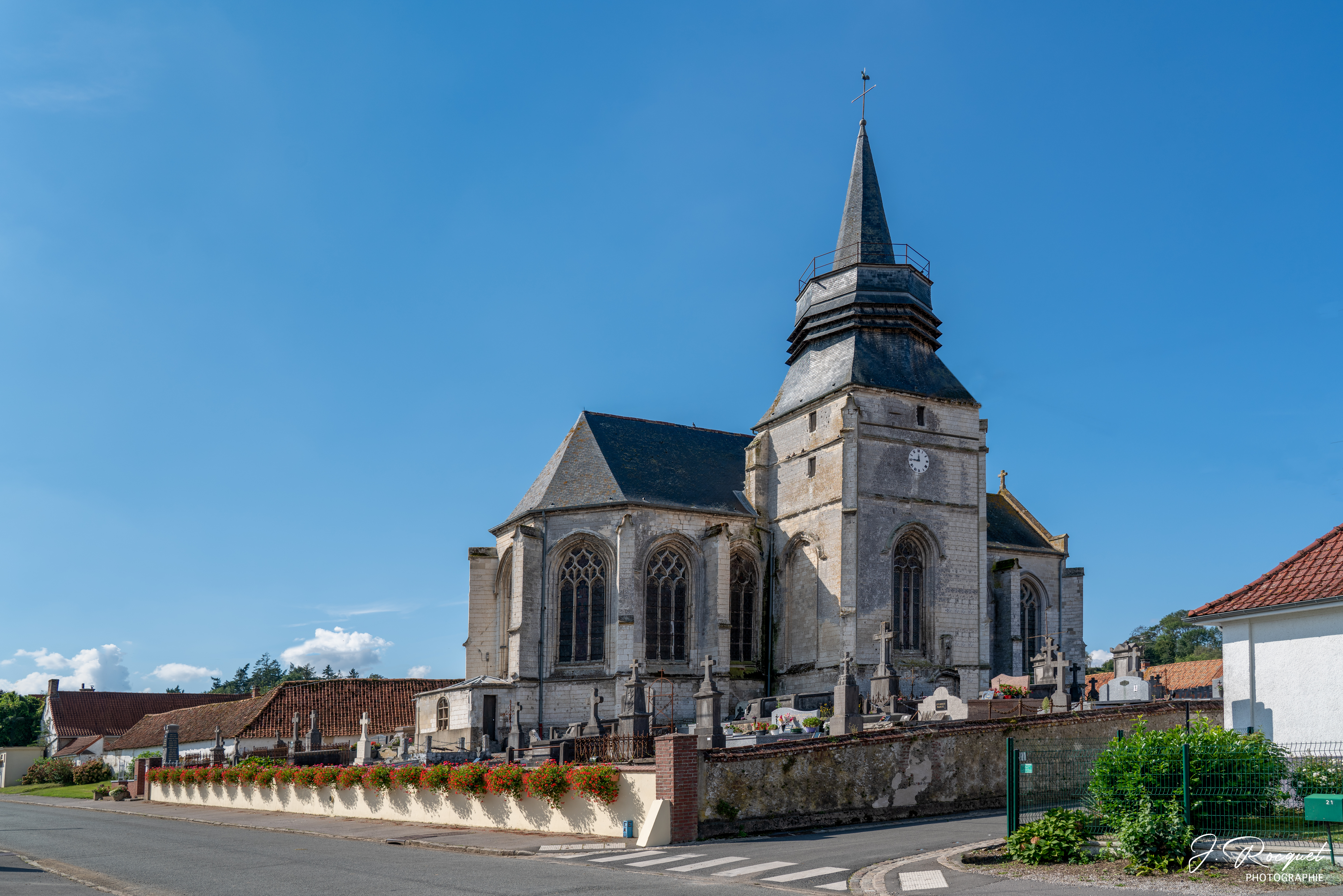
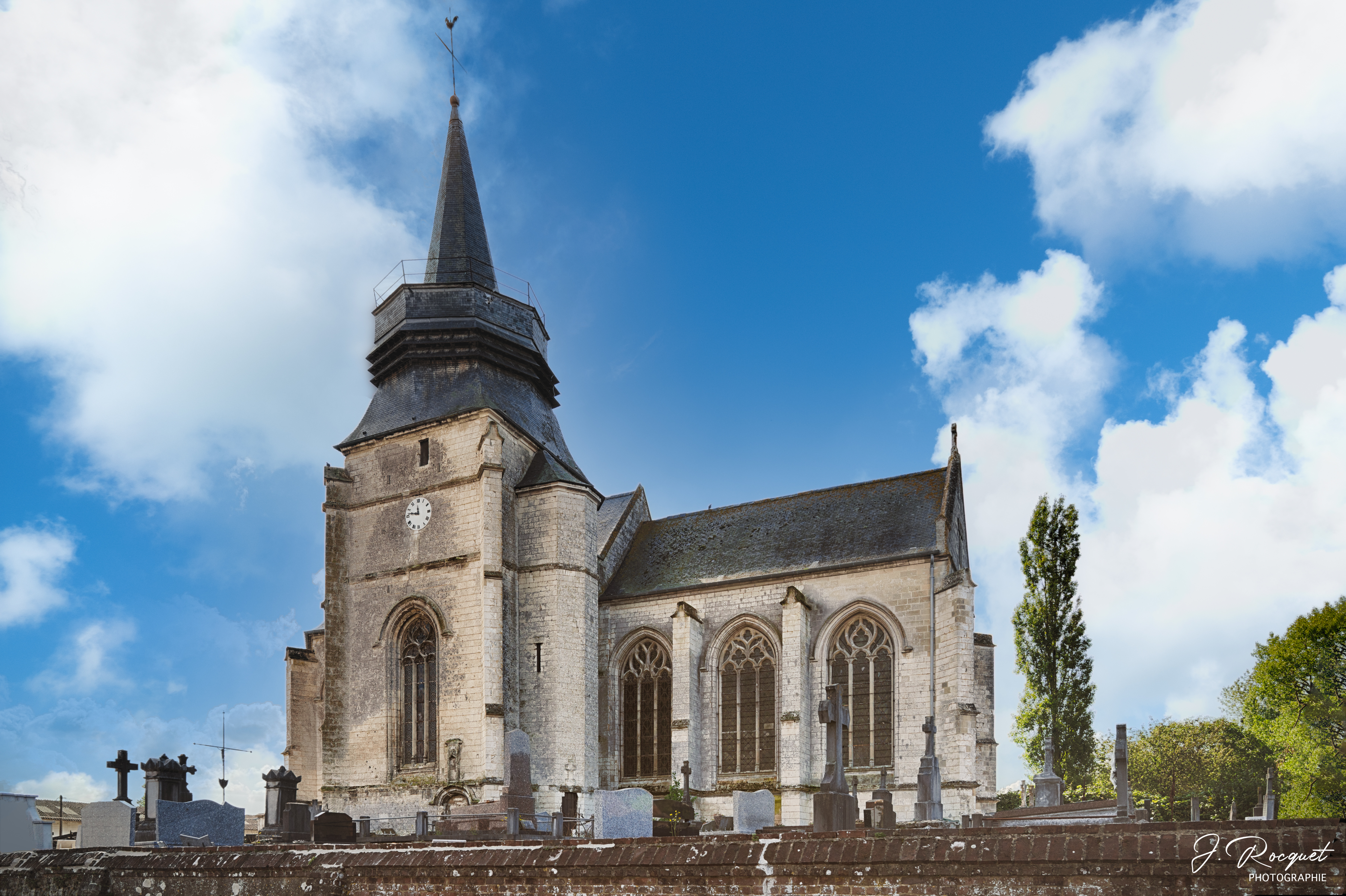
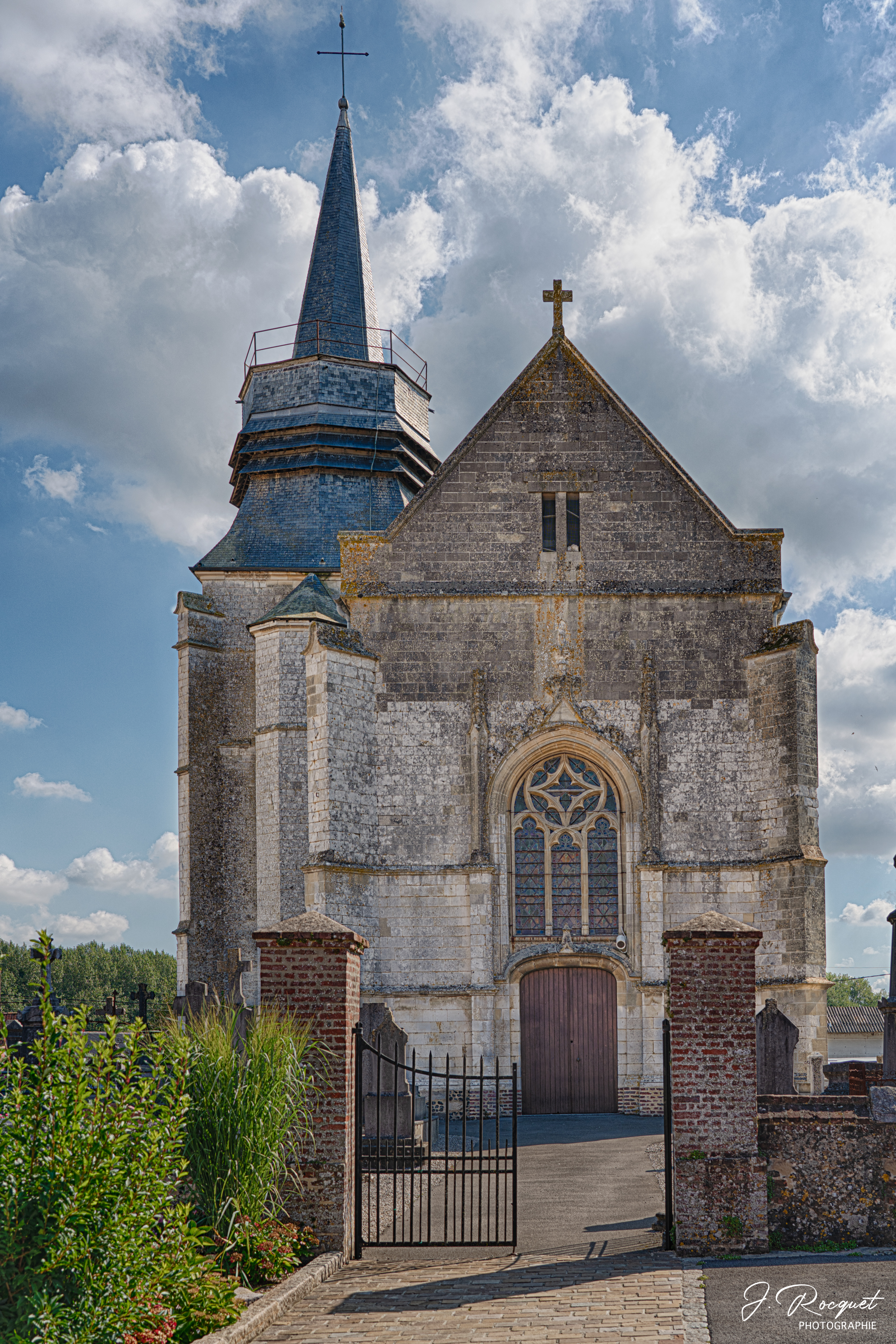
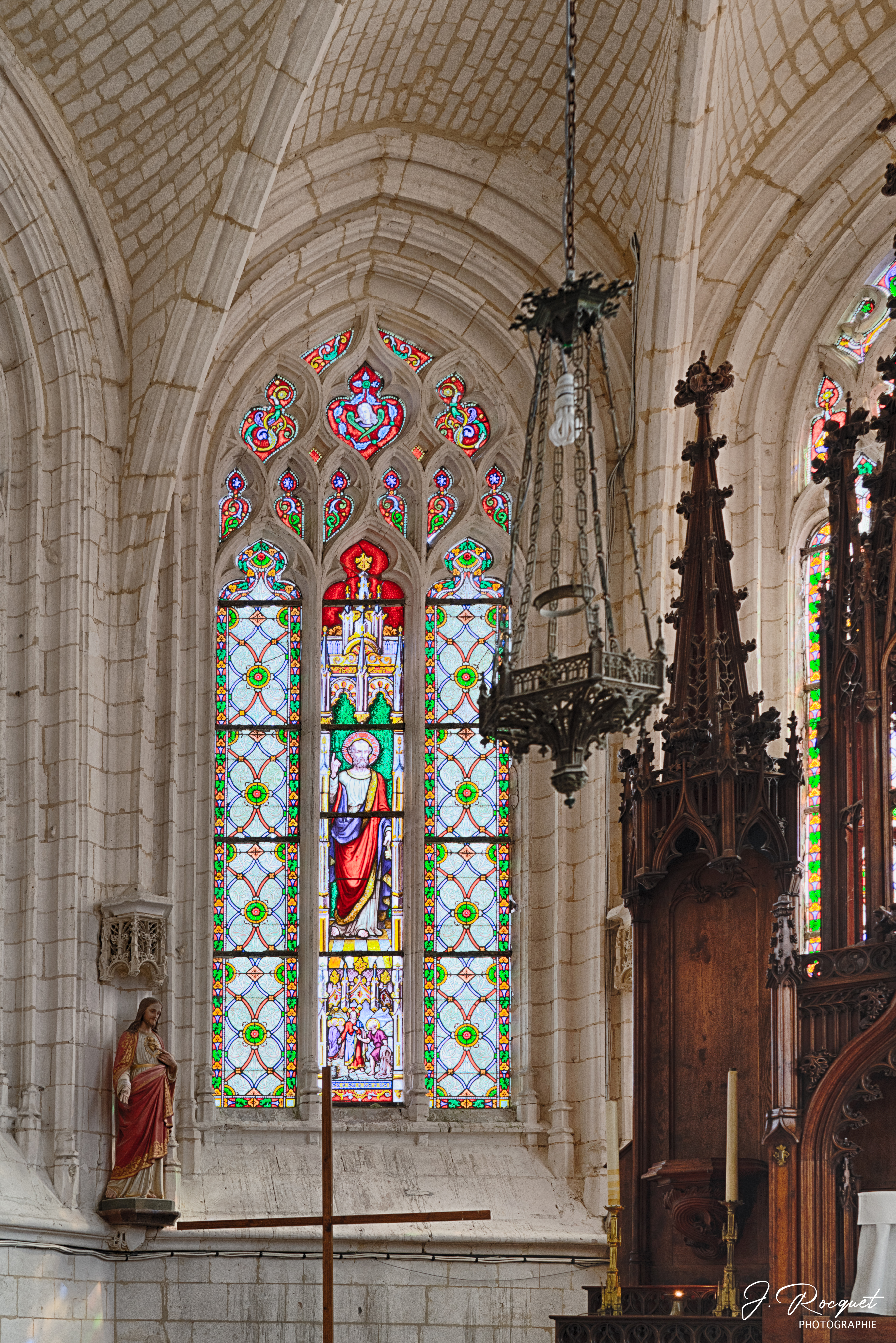
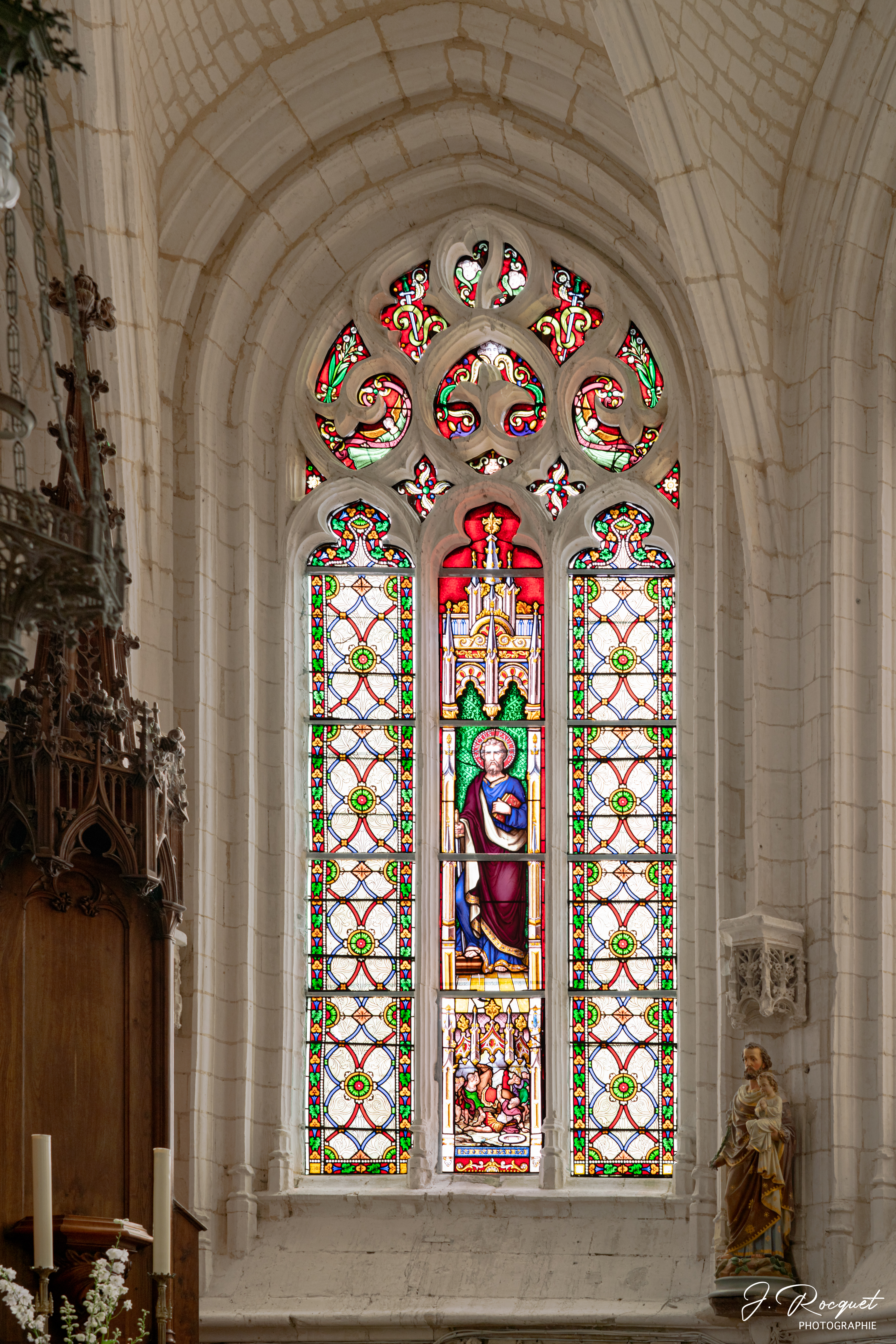

#### Autres lieux et monuments

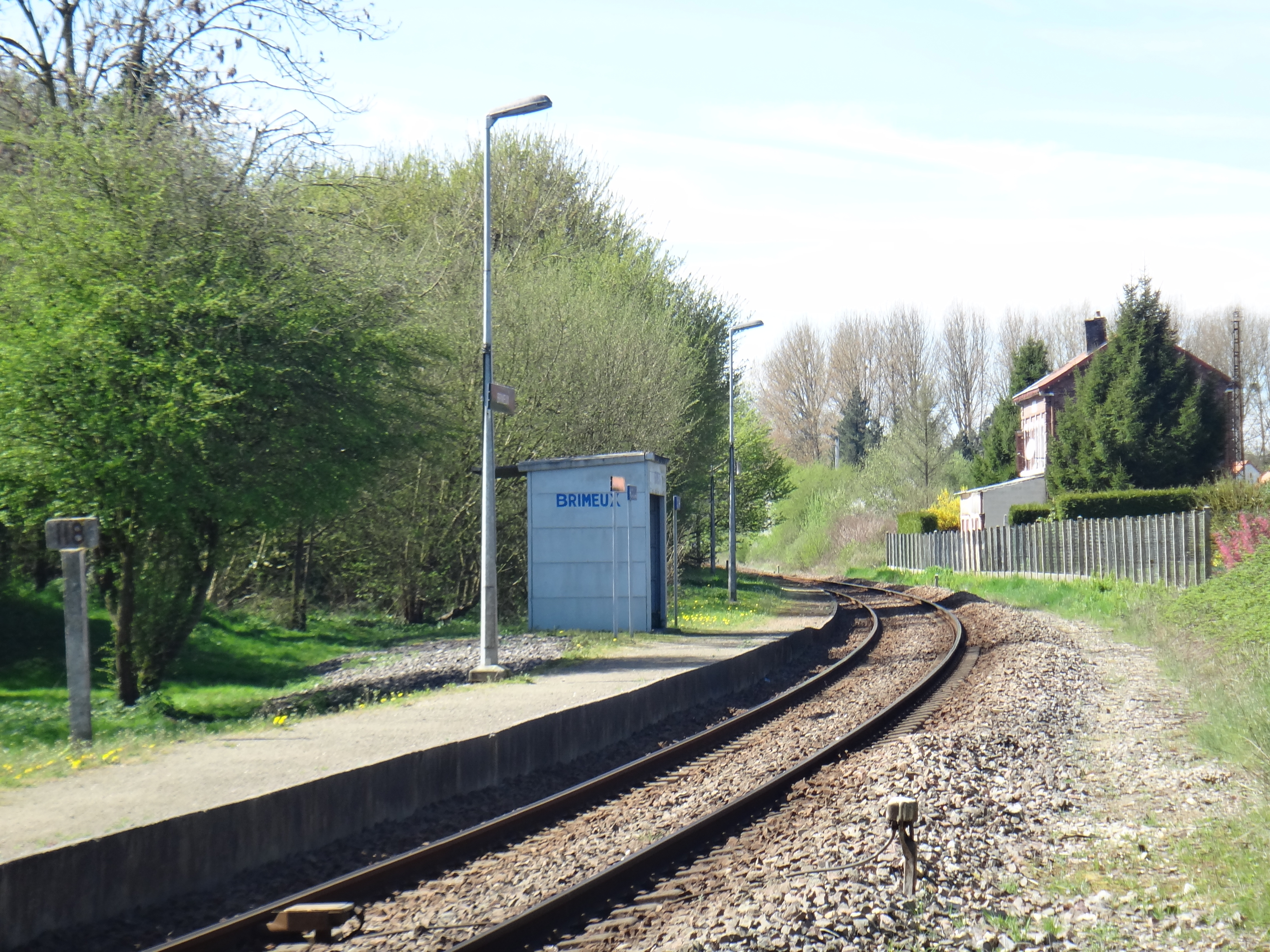
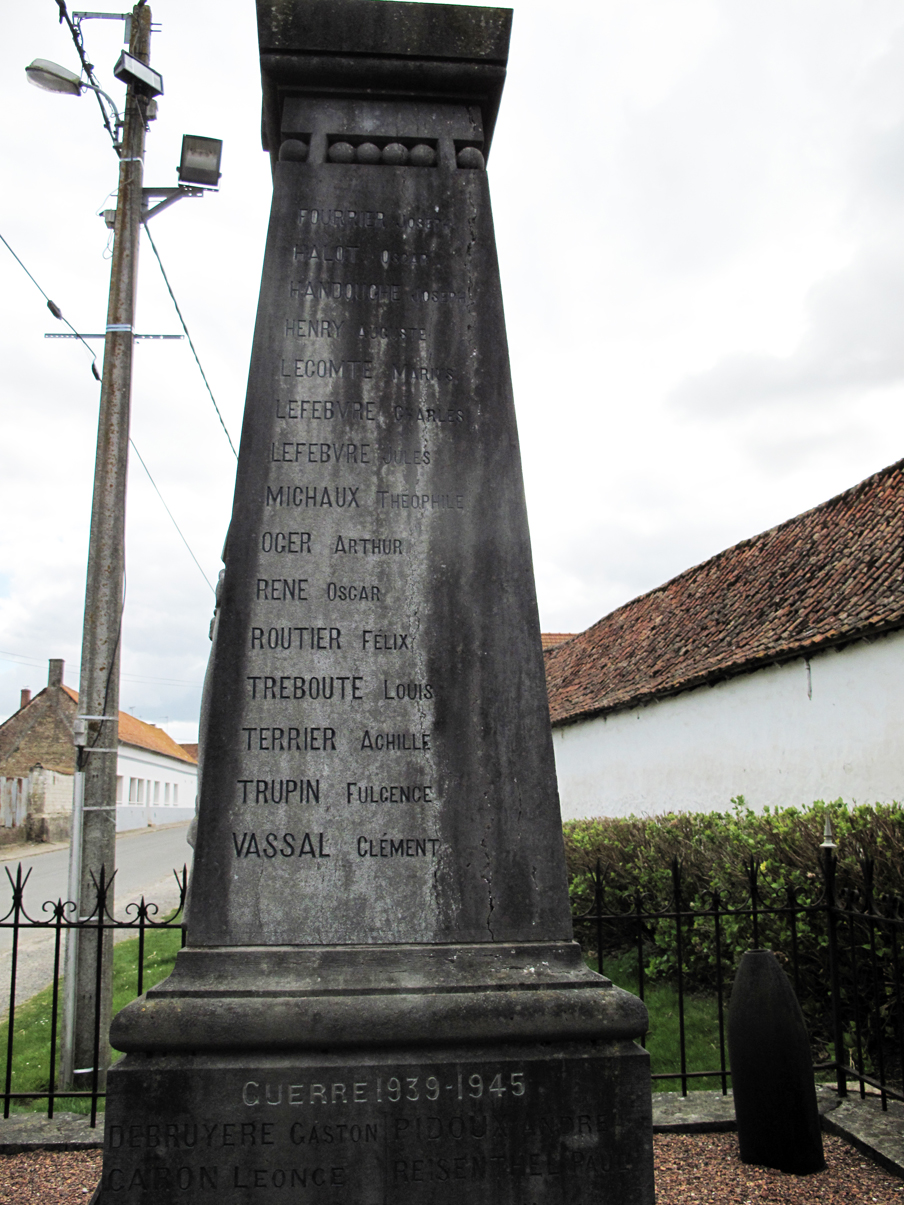
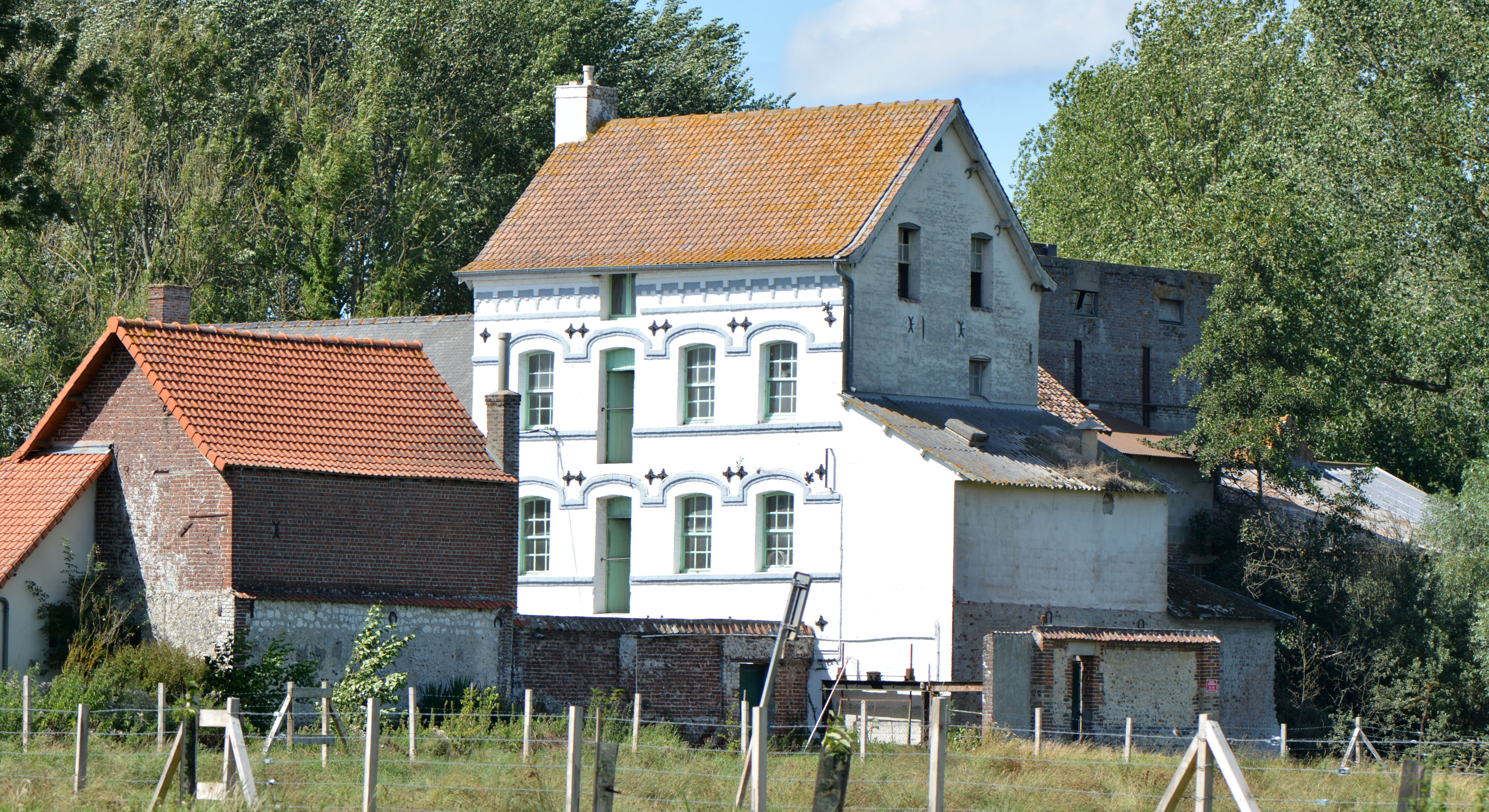
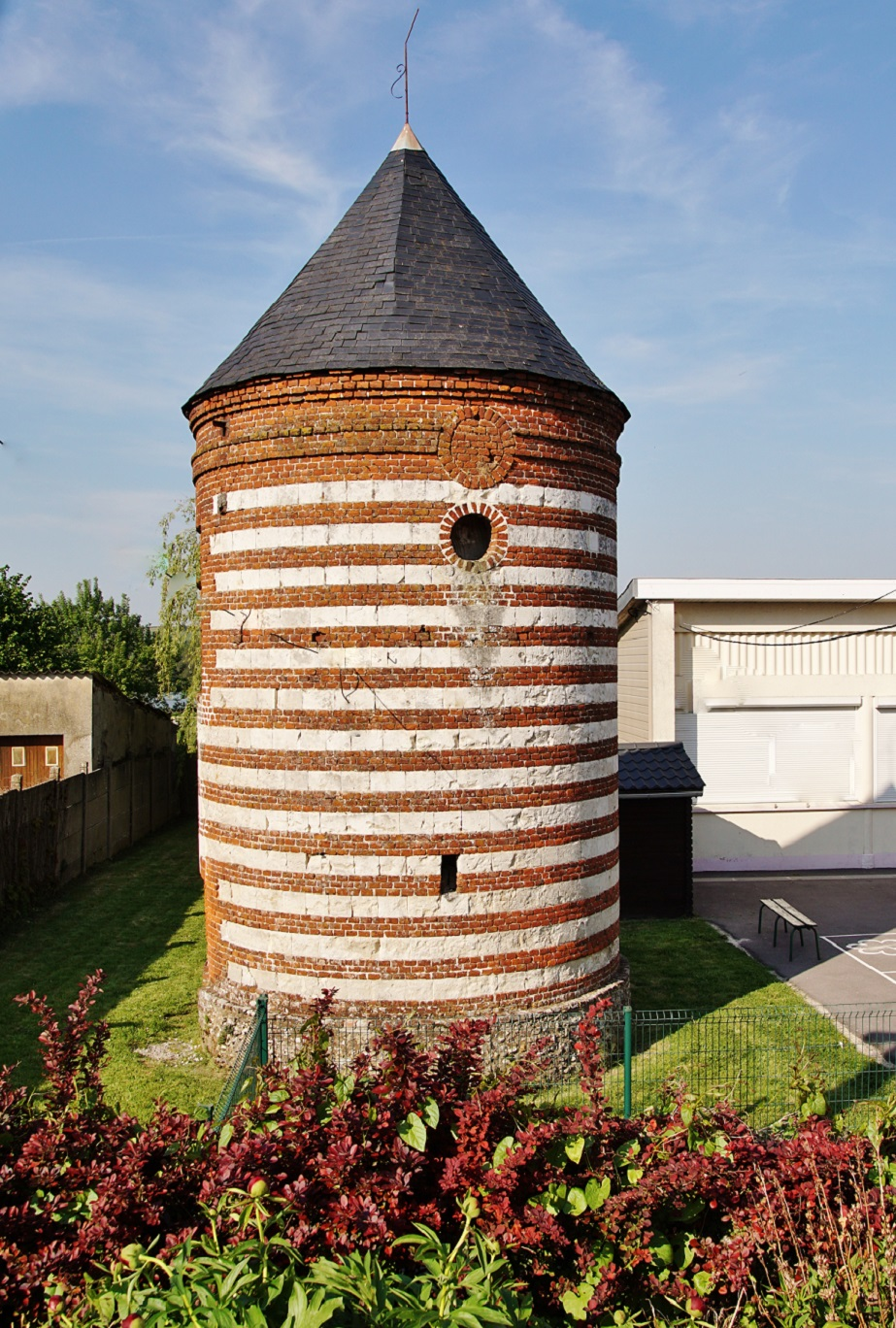

- La gare de Brimeux.
- Le monument aux morts[92].
- Le moulin de Brimeux.
- Le pigeonnier.

### Personnalités liées à la commune
- Jacques François Riquier (1737-1824), homme politique né et mort à Brimeux.

### Héraldique
| Blason de Brimeux | Blason  | D'argent à trois aiglettes de gueules. |
| Blason de Brimeux | Détails | Armes de la famille de Brimeu, où la commune les a choisies toutes de gueules, on les trouve ailleurs, mais pour la famille, membrées et becquées d'azur ; sur les anciennes plaques de rues (années 1970) de la commune, elles sont membrées de sable. Adopté par la municipalité. |

Ces armes sont sculptées en bas-relief sur un pilier de la nef de l'église de Querrieu. En effet, la famille de Brimeu posséda la seigneurie de Querrieu au XVe siècle ; on les retrouve aussi au fronton de l'église d'Humbercourt.

## Pour approfondir